# Дусина (Вргорац)
Дусина је насељено место у саставу града Вргорца, Сплитско-далматинска жупанија, Република Хрватска.

## Историја
До територијалне реорганизације у Хрватској налазила се у саставу старе општине Вргорац.

## Становништво
На попису становништва 2011. године, Дусина је имала 494 становника.
| Број становника по пописима | Број становника по пописима | Број становника по пописима | Број становника по пописима | Број становника по пописима | Број становника по пописима | Број становника по пописима | Број становника по пописима | Број становника по пописима | Број становника по пописима | Број становника по пописима | Број становника по пописима | Број становника по пописима | Број становника по пописима | Број становника по пописима | Број становника по пописима |
| --------------------------- | --------------------------- | --------------------------- | --------------------------- | --------------------------- | --------------------------- | --------------------------- | --------------------------- | --------------------------- | --------------------------- | --------------------------- | --------------------------- | --------------------------- | --------------------------- | --------------------------- | --------------------------- |
| 1857                        | 1869                        | 1880                        | 1890                        | 1900                        | 1910                        | 1921                        | 1931                        | 1948                        | 1953                        | 1961                        | 1971                        | 1981                        | 1991                        | 2001                        | 2011                        |
| 516                         | 1.029                       | 388                         | 464                         | 562                         | 606                         | 822                         | 802                         | 503                         | 454                         | 460                         | 442                         | 409                         | 447                         | 540                         | 494                         |

Напомена: У 1880. исказано под именом Авлија. У 1857, 1869. и 1921. садржи податке за насеље Велики Пролог, као и део података у 1931. У 1869. садржи податке за насеља Дражевитићи, Подпролог, Умчани и Вина.

### Попис1991.
На попису становништва 1991. године, насељено место Дусина је имало 447 становника, следећег националног састава:
| Попис 1991.‍ | Попис 1991.‍ | Попис 1991.‍ | Попис 1991.‍ | Попис 1991.‍ |
| ----------- | ----------- | ----------- | ----------- | ----------- |
|             |             |             |             |             |
| Хрвати      | Хрвати      |             | 445         | 99,55%      |
| Црногорци   | Црногорци   |             | 1           | 0,22%       |
| непознато   | непознато   |             | 1           | 0,22%       |
| укупно: 447 |             |             |             |             |